# Nicolae Filimon
Nicolae Filimon (né le 6 août 1819 et décédé le 19 mars 1865) est un écrivain roumain.

## Biographie
Nicolae Filimon est né le 6 septembre 1819 à Bucarest, le troisième enfant de Mihai Filimon, archiprêtre et marguillier à l'église Enei et de Maria, analphabète.

### L'enfance et la vie de bohème
Enfant, il fréquenta l'école paroissiale de l'église Enei, où il était connu comme « le bouffon de l'école ». En 1842, il fut engagé comme chantre de cette même église, plus tard il en devint également le marguillier. De 1840 à 1848, il forma, avec Anton Pann, Marin Sergiescu-Naţionalul, Nănescu et d'autres un groupe pittoresque de la bohème bucarestoise. Il exerça aussi comme flûtiste dans un orchestre. De manière générale, il se passionnait pour la musique et assistait à beaucoup de représentations.

### Stabilisation et carrière littéraire
En 1852, il commença une carrière administrative au département d'état des croyances. Puis à partir de 1857, il commença à collaborer dans divers journaux, dont Naţionalul [Le National], dans lequel il publia des feuilletons musicaux. Il devint le premier chroniqueur musical roumain. En 1858, il voyagea à Budapest, Vienne, Prague, Dresde, Munich et publia Excursiuni în Germania meridională [Excursions en Allemagne méridionale] ainsi que la nouvelle Mateo Cipriani dans Naţionalul, puis en volume en 1861. En 1862, il publia dans Țăranul român [Le Paysan roumain] les contes Roman Năzdrăvan, Omul de piatră [L'Homme de pierre] et Omul de flori cu barbă de mătasă sau povestea lui Făt-Frumos [L'Homme en fleurs à la barbe de soie ou l'histoire de Beau-Vaillant]. Entretemps, sa carrière administrative progressait également et il fut nommé en 1862 chef de service aux Archives de l'État.
En 1863 parut en un volume le roman qui est considéré comme son chef-d’œuvre, Ciocoii vechi şi noi [Parvenus anciens et nouveaux], précédemment publié en plusieurs épisodes dans Revista română.
Le 19 mars 1865, il mourut de la tuberculose. Il est inhumé au cimetière Bellu.

## Œuvre et thèmes
Nicolae Filimon doit sa notoriété à son roman Ciocoii vechi şi noi, roman imprégné de l'idéologie nationaliste de l'époque qui dénonce l'héritage d'une période de domination étrangère. Par ailleurs, le roman est savamment documenté : il est le premier à livrer une forme de portrait de la société roumaine, dans ce que George Călinescu a appelé une "intuition balzacienne" Il fut ultérieurement adapté au théâtre par Ion Pillat et Adrian Maniu.

## Traductions en français
Le conte Roman Năzdrăvan a été traduit en 1994 par Micaela Slăvescu dans un volume intitulé Contes roumains et sous le titre Romane l'avisé. Cette édition est néanmoins difficile à trouver.

## Liste des principales œuvres
- Ciocoii vechi şi noi [Parvenus anciens et nouveaux], roman, 1863
- Roman Năzdrăvan (Romane l'avisé), conte, 1862
- Excursiuni în Germania meridională [Excursions en Allemagne méridionale], récits de voyage, 1858
- Opere [Œuvres], posthumes, 1975-1978[6]